# Phyllophilopsis
Phyllophilopsis – rodzaj muchówek z rodziny rączycowatych (Tachinidae).

## Wybrane gatunki
- P. evanida Reinhard, 1958[1]
- P. nitens (Coquillett, 1899)[1]